# 芝突抜町
芝突抜町（しばつきぬけちょう Shibatsukinuke-chō）は、奈良県奈良市の中央部に位置する地区である。郵便番号は630-8385。

## 地理
奈良市の中央部、市街地の中央部に位置する。元興寺周辺の奈良町の中にある。東西に通る道路の両側に並ぶ住宅地域。元興寺寺域の一部で元興寺文化財研究所がある。
北は中院町、南は芝新屋町、東は毘沙門町と接している。

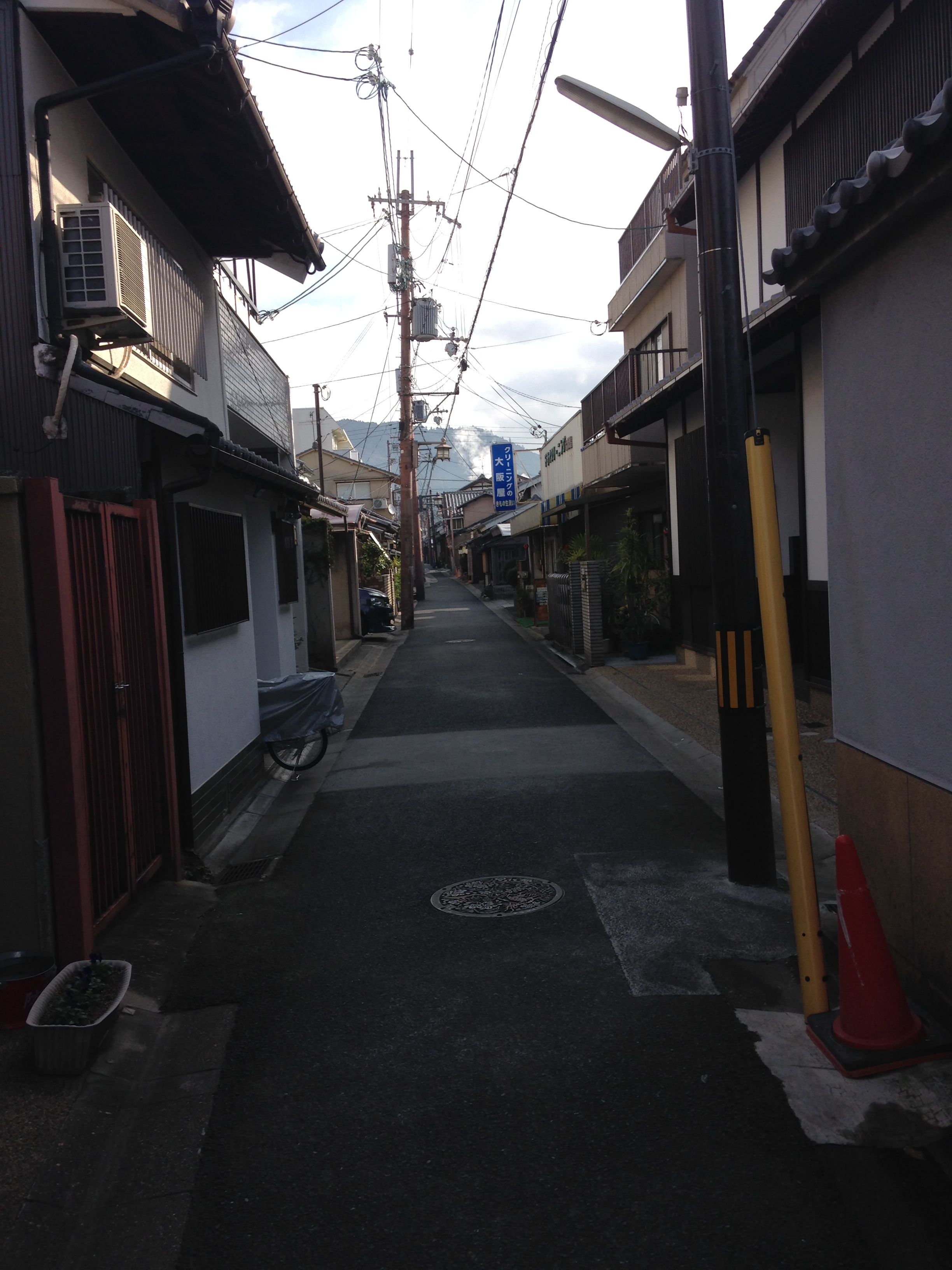
芝突抜町の町並み

### 地名の由来
芝はもと元興寺境内で荒廃して芝原となっていたのに由来し、東側の鵲町に街路を開いたので突抜町といったといわれている。

## 小・中学校の学区
- 奈良市立飛鳥小学校、および奈良市立飛鳥中学校の学区に属する。

## 沿革
明治22年（1889年）奈良町に所属。
明治31年（1898年）奈良市に所属。

## 歴史
旧名を弥勒辻子といい、俗に狐辻子という。寛文年間～貞享年間頃作製と推定される元禄16年写の和州南都図には、「きつねかつし」とあり（天理図書館保井文庫）、貞享4年の「奈良曝」にも狐が辻子と見え、町役13軒と記す。宝永年間町代高木又兵衛諸事控（県立図書館藤田文庫）には、米屋2軒が知られる。寛永8年の役家数13、元禄2年の家数22、借家12、享保14年の役家数13、家数22、借家10（奈良市史通史3）能と春日若宮祭に出演する能役者や若宮祭に参勤する大名の役人衆の宿泊所を提供する宿割町になっていた（奈良町雑録）。安政６年2月28日隣町の毘沙門町から出た火災で当町民家がほとんど焼失した（奈良市災害編年史）。

## 交通

### 鉄道路線
近鉄奈良駅から徒歩15分程度。